# Новая коллекция
«Новая коллекция» (нем. Neue Sammlung) — государственный музей прикладного искусства в Германии. Появившись задолго до появления самого слова «дизайн», он считается первым музеем дизайна в мире.
«Новая коллекция» была основана в 1925 году в качестве Государственного музея земли Бавария. Сегодня это один из ведущих музеев в своей области, курирующий коллекции дизайна в Пинакотеке современности, Нового музея в Нюрнберге и Международного музея керамики в Вайдене.
С открытием Пинакотеки современности в сентябре 2002 году для «Новой коллекции» наступили новые времена: спустя 75 лет выставочной деятельности этот ведущий музей дизайна впервые получил возможность демонстрировать свои фонды в постоянной экспозиции. Экспозиция Коллекции дизайна, получившая несколько международных наград, следуя за архитектурой музейного здания с его разнообразными залами, ведёт от монументального входа через анфиладу залов, повествующих об истории и развитии дизайна, к высоким залам в два этажа, соединяющихся с другими уровнями здания.

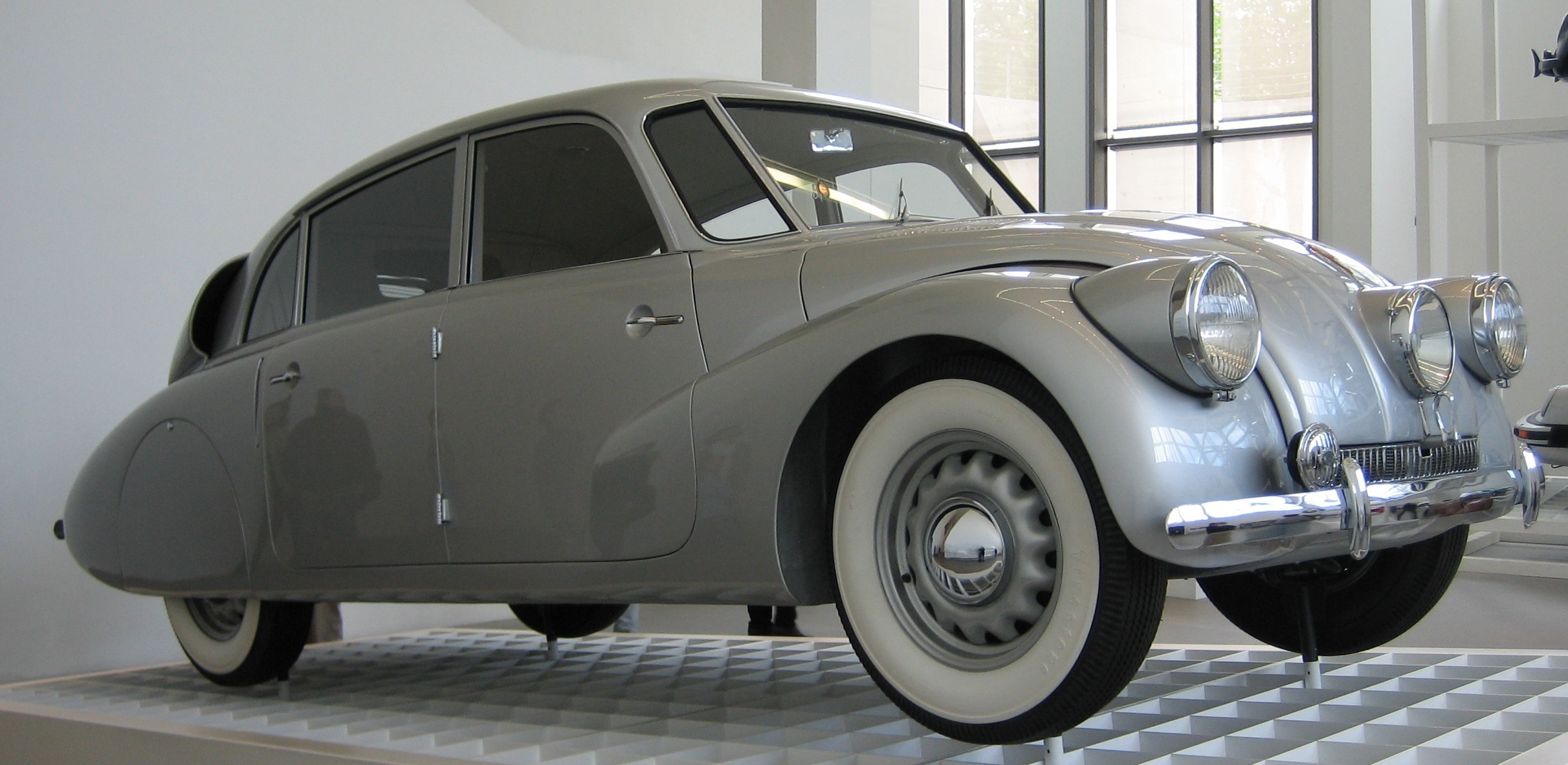
Автомобиль «Tatra 87» в экспозиции Пинакотеки современности

Самая крупная в мире постоянная коллекция промышленного и производственного дизайна насчитывает около 70 тысяч объектов. Коллекция графического дизайна и ремесленного искусства в составе «Новой коллекции» включает в себя как работы предвестников дизайна, датируемые серединой XIX в., и представителей модерна, так и современных художников.